# Blériot-SPAD S.71
Le Blériot-SPAD S.71 est un avion de chasse monoplace français de l'Entre-deux-guerres qui ne dépassa pas le stade prototype, tout comme une version d'école, le Blériot-SPAD S.72.

## Blériot-SPAD S.71
Le Blériot-SPAD S.71 était une variante monoplace du S.XX comme le Blériot-SPAD S.41 (en), dont il se distinguait principalement par un empennage entièrement redessiné. On retrouve donc la voilure comprenant un plan inférieur droit et un plan supérieur en flèche, la motorisation, un Hispano-Suiza 8Fb de 300 ch refroidi par eau, et l’armement standard des chasseurs français à cette époque. Cet avion, qui effectua son premier vol le 14 janvier 1923, s’envola quelques jours plus tard pour participer au concours militaire international organisé en mars 1923 par le Servicio de Aeronáutica Militar espagnol. Le Nieuport 29 fut préféré par les Espagnols, mais le prototype S.71 fut acheté par le gouvernement espagnol pour l’évaluation de pilotes aspirant au grade de sous-officier.

## Blériot-SPAD S.72
Monoplace d’entraînement avancé à la chasse répondant à nouveau à un programme de l’Aviation militaire française de 1923, le prototype effectua son premier vol le 15 avril 1923 (Aviafrance) équipé, comme tous les appareils de ce concours, d’un moteur Hispano-Suiza de 180 ch. Il s’agissait d’une réduction homothétique du S.71. Comme en Espagne c’est une version du Nieuport 29 qui fut préférée.

### Sources
- (en) J. M. Bruce, War planes of the first world war, vol. 1 : Fighters, Great Britain, Londres, Macdonald and Co, 1970, 210 p. (ISBN 978-0-356-01472-2).
- (fr) Pierre Cortet, « Les chasseurs SPAD de l'Entre-Deux Guerres », Revue Avions no 96, mars 2001.
- (en) Ray Sanger, Nieuport aircraft of World War One, Marlborough, Crowood, coll. « Crowood aviation series. », 2002, 192 p. (ISBN 1-86126-447-X et 978-1-861-26447-3, OCLC 464791815)